# Podosphaera aphanis
Podosphaera aphanis är en svampart som först beskrevs av Carl (Karl) Friedrich Wilhelm Wallroth, och fick sitt nu gällande namn av U. Braun & S. Takam. 2000. Podosphaera aphanis ingår i släktet Podosphaera och familjen Erysiphaceae.   Inga underarter finns listade i Catalogue of Life.
I den svenska databasen Dyntaxa används istället namnet Sphaerotheca humuli för samma taxon.  Arten är reproducerande i Sverige.

## Källor

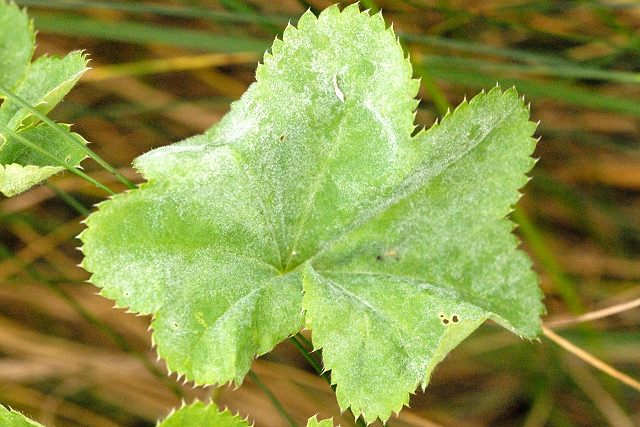